# Pembroke (Carolina del Norte)
Pembroke es un pueblo ubicado en el condado de Robeson en el estado estadounidense de Carolina del Norte. La localidad en el año 2000, tenía una población de 2399 habitantes en una superficie de 6.1km², con una densidad poblacional de 395.3 personas por km².

## Geografía
Pembroke se encuentra ubicado en las coordenadas 34°40′55″N 79°11′45″O / 34.68194, -79.19583. Según la Oficina del Censo, la localidad tiene un área total de 6,1 km² (2,4 mi²), de la cual 6,1 km² (2,4 mi²) es tierra y 0 km² (0 mi²) (0.0 %) es agua.

### Localidades adyacentes
El siguiente diagrama muestra a las localidades en un radio de 16 kilómetros (9,9 mi) de Pembroke.

## Demografía
En el 2000 la renta per cápita promedia del hogar era de $18.355, y el ingreso promedio para una familia era de 21.218. En 2000 los hombres tenían un ingreso per cápita de $26.875 contra $21.510 para las mujeres. El ingreso per cápita para la localidad era de $10.202. Alrededor del 4.70% de la población estaba bajo el umbral de pobreza nacional.